# Mistrzostwa Polski w Kajakarstwie 2004
66. Mistrzostwa Polski seniorów w kajakarstwie – odbyły się w dniach 3–5 września 2004 roku w Bydgoszczy.

## Medaliści

### Mężczyźni

#### Kanadyjki
| Konkurencja | Złoto                                                                           | Czas    | Srebro                                                                                | Czas    | Brąz                                                                                | Czas    |
| C-1 200 m   | Andrzej Jezierski (Posnania)                                                    | 41,59   | Adam Ginter (Spójnia Warszawa)                                                        | 42,08   | Paweł Skowroński (UKS Dojlidy Białystok)                                            | 42,59   |
| C-1 500 m   | Marcin Grzybowski (Gwarek Czechowice)                                           | 1:55,09 | Arkadiusz Toński (OKS Olsztyn)                                                        | 1:57,12 | Paweł Skowroński (UKS Dojlidy Białystok)                                            | 1:58,55 |
| C-1 1000 m  | Marcin Grzybowski (Gwarek Czechowice)                                           | 4:16,20 | Wojciech Tyszyński (Victoria Sztum)                                                   | 4:20,75 | Paweł Skowroński (UKS Dojlidy Białystok)                                            | 4:21,18 |
| C-2 200 m   | Daniel Jędraszko Paweł Baraszkiewicz (Posnania)                                 | 37,91   | Roman Rynkiewicz Łukasz Woszczyński (AZS AWF Gorzów Wlkp.)                            | 38,66   | Łukasz Gros Tomasz Rynkiewicz (AZS AWF Gorzów Wlkp)                                 | 40,05   |
| C-2 500 m   | Łukasz Woszczyński Roman Rynkiewicz (AZS AWF Gorzów Wlkp.)                      | 1:44,43 | Michał Gajownik Andrzej Jezierski (Posnania)                                          | 1:46,32 | Michał Śliwiński Adam Ginter (Spójnia Warszawa)                                     | 1:47,19 |
| C-2 1000 m  | Łukasz Woszczyński Roman Rynkiewicz (AS AWF Gorzów Wlkp.)                       | 3:50,00 | Michał Śliwiński Adam Ginter (Spójnia Warszawa)                                       | 3:51,25 | Arkadiusz Toński Narcin Krzysztofik (OKS Olsztyn)                                   | 3:54,63 |
| C-4 200 m   | Posnania Daniel Jędraszko Paweł Baraszkiewicz Michał Gajownik Andrzej Jezierski | 35,06   | OKS Olsztyn Arkadiusz Toński Adrian Sieczkowski Sebastian Niżnik Marcin Krzysztofik   | 37,00   | Posnania Szymon Cybal Mikołaj Więckowski Grzegorz Pachowicz Mateusz Rynkiewicz      | 38,69   |
| C-4 500 m   | Posnania Daniel Jędraszko Paweł Baraszkiewicz Michał Gajownik Łukasz Osiurak    | 1:36,28 | AZS AWF Gorzów Wlkp Łukasz Woszczyński Tomasz Rynkiewicz Roman Rynkiewicz Łukasz Gros | 1:36,96 | OKS Olsztyn Arkadiusz Toński Marcin Krzysztofik Adrian Sieczkowski Sebastian Niżnik | 1:38,96 |
| C-4 1000 m  | Posnania Michał Gajownik Andrzej Jezierski Daniel Jędraszko Paweł Baraszkiewicz | 3:35,26 | AZS Gorzów Wlkp. Roman Rynkiewicz Łukasz Woszczyński Dawid Markowski Dariusz Cichocki | 3:36,80 | OKS Olsztyn Arkadiusz Toński Marcin Krzysztofik Adrian Sieczkowski Sebastian Niżnik | 3:38,76 |

#### Kajaki
| Konkurencja | Złoto                                                                            | Czas    | Srebro                                                                         | Czas    | Brąz                                                                                  | Czas    |
| K-1 200 m   | Tomasz Mendelski (OKS Olsztyn)                                                   | 37,04   | Maciej Majchrzak (UKS Świerklaniec)                                            | 37,70   | Bartłomiej Misztal (WTW Warszawa)                                                     | 38,09   |
| K-1 500 m   | Marek Twardowski (Sparta Augustów)                                               | 1:41,48 | Adam Seroczyński (OKS Olsztyn)                                                 | 1:42,01 | Rafał Głażewski (MKKS Gorzów Wlkp.)                                                   | 1:43,93 |
| K-1 1000 m  | Adam Seroczyński (OKS Olsztyn)                                                   | 3:47,98 | Dariusz Białkowski (Astoria Bydgoszcz)                                         | 3:52,76 | Krzysztof Łuczak (Posnania)                                                           | 3:57,55 |
| K-2 200 m   | Maciej Zawadzki Dominik Łęczewski (WTW Warszawa)                                 | 34,61   | Norbert Oleś Witold Dąbrowski (Spójnia Warszawa)                               | 35,12   | Piotr Świederski Przemysław Zdeb (Fala Lublin)                                        | 35,59   |
| K-2 500 m   | Marek Twardowski Adam Wysocki (Sparta Augustów)                                  | 1:31,55 | Tomasz Mendelski Adam Seroczyński (OKS Olsztyn)                                | 1:32,44 | Sylwester Pawlak Paweł Baumann (Zawisza Bydgoszcz)                                    | 1:33,29 |
| K-2 1000 m  | Marek Twardowski Adam Wysocki (Sparta Augustów)                                  | 3:24,72 | Konrad Mintura Tomasz Nowak (MKKS Gorzów Wlkp)                                 | 3:25,62 | Sylwester Pawlak Robert Smełsz (Zawisza Bydgoszcz)                                    | 3:26,59 |
| K-4 200 m   | Zawisza Bydgoszcz Sylwester Pawlak Paweł Baumann Robert Smełsz Mariusz Słowiński | 32,51   | UKS Świerklaniec Klaudiusz Kokot Tomasz Żądło Artur Werner Maciej Majchrzak    | 32,99   | WTW Warszawa Daniel Walerczuk Remigiusz Lenczyk Michał Starczewski Ryszard Śmietański | 33,37   |
| K-4 500 m   | Sparta Augustów Marek Twardowski Adam Wysocki Emil Hrynko Adam Milejczyk         | 1:25,37 | Posnania Łukasz Szałkowski Dawid Wardowicz Przemysław Gawrych Krzysztof Łuczak | 1:25,70 | Zawisza Bydgoszcz Sylwester Pawlak Paweł Baumann Robert Smełsz Mariusz Słowiński      | 1:26,13 |
| K-4 1000 m  | Zawisza Bydgoszcz Sylwester Pawlak Paweł Baumann Robert Smełsz Mariusz Słowiński | 3:04,04 | Posnania Łukasz Szałkowski Przemysław Gawrych Maciej Kasprzak Krzysztof Łuczak | 3:05,92 | WTW Warszawa Daniel Walerczuk Remigiusz Lenczyk Michał Starczewski Ryszard Śmietański | 3:06,33 |

### Kobiety

#### Kajaki
| Konkurencja | Złoto                                                                                      | Czas    | Srebro                                                                   | Czas    | Brąz                                                                                             | Czas    |
| K-1 200 m   | Aneta Pastuszka (Posnania)                                                                 | 42,16   | Monika Borowicz (Posnania)                                               | 43,54   | Dorota Kuczkowska (Spójnia Warszawa)                                                             | 44,29   |
| K-1 500 m   | Karolina Sadalska (MKKS Gorzów Wlkp.)                                                      | 1:57,18 | Iwona Pyżalska (Posnania)                                                | 1:58,54 | Dorota Kuczkowska (Spójnia Warszawa)                                                             | 1:59,34 |
| K-1 1000 m  | Joanna Skowroń (MKKS Gorzów Wlkp.)                                                         | 4:16,13 | Iwona Pyżalska (Posnania)                                                | 4:19,47 | Barbara Przybylska (Feniks Lublin)                                                               | 4:21,18 |
| K-2 200 m   | Karolina Sadalska Małgorzata Czajczyńska (MKKS Gorzów Wlkp.)                               | 39,48   | Beata Sokołowska Aleksandra Studzińska (MKKS Gorzów Wlkp.)               | 40,27   | Małgorzata Latoszek Patrycja Horodyńska (Spójnia Warszawa)                                       | 41,17   |
| K-2 500 m   | Aneta Białkowska Aneta Pastuszka (Posnania)                                                | 1:43,56 | Beata Sokołowska Joanna Skowroń (MKKS Gorzów Wlkp.)                      | 1:44,97 | Sandra Pawełczak Beata Mikołajczyk (Łączność Bydgoszcz)                                          | 1:47,41 |
| K-2 1000 m  | Małgorzata Czajczyńska Aleksandra Studzińska (MKKS Gorzów Wlkp.)                           | 3:55,18 | Małgorzata Chojnacka Iwona Pyżalska (Posnania)                           | 3:55,67 | Aneta Białkowska Aneta Szulc (Posnania)                                                          | 3:56,80 |
| K-4 500 m   | MKKS Gorzów Wlkp. Beata Sokołowska Karolina Sadalska Joanna Skowroń Małgorzata Czajczyńska | 1:36,46 | Posnania Monika Borowicz Aneta Szulc Małgorzata Chojnacka Iwona Pyżalska | 1:39,74 | Spójnia Warszawa Elżbieta Latoszek Małgorzata Latoszek Aleksandra Gospodarczyk Apolonia Siwińska | 1:40,62 |